# Agromyza humuli
Agromyza humuli är en tvåvingeart som beskrevs av Erich Martin Hering 1924. Agromyza humuli ingår i släktet Agromyza och familjen minerarflugor.
Artens utbredningsområde är Tyskland. Inga underarter finns listade i Catalogue of Life.